# Ruine Laufenburg
Die Ruine Laufenburg ist die Ruine einer Höhenburg im Kanton Aargau. Sie liegt südlich des Rheins auf einer Erhebung inmitten des Städtchens Laufenburg.

## Geschichte
Etwa im Jahre 1180 kamen die Habsburger in den Besitz der Gegend um das heutige Laufenburg. Sie liessen an beiden Seiten des Rheins Befestigungsanlagen errichten, darunter auch die erste Laufenburg am nördlichen Rheinufer. Teile dieser Burganlage sind später wahrscheinlich in die neue südliche Burganlage integriert worden. Als Graf Rudolf II. von Habsburg bei den Burganlagen eine Stadt gründen wollte, blockierte die Äbtissin des Klosters Säckingen das Vorhaben mit einem Schiedsspruch.
Später verlegte Rudolfs Sohn Rudolf III. seinen Wohnsitz in die südliche Burganlage. Er baute diese in eine Residenzburg um und gründete die Dynastie der Habsburg-Laufenburger. Während dieser Zeit entstand der heute noch sichtbare Bergfried. Noch im 13. Jahrhundert erhielt die Siedlung, die sich rund um die Burganlage entwickelt hatte, trotz des Schiedsspruches das Stadtrecht, welches 1328 erneuert wurde.
Die Habsburg-Laufenburger gerieten allerdings immer mehr in wirtschaftliche Nöte, so dass Graf Hans IV. im Jahr 1386 die Burg und die Herrschaft für 12'000 Gulden an Herzog Leopold III. von Österreich verkaufen musste. 1443 griffen Truppen aus Basel und Bern während des Alten Zürichkriegs die Laufenburg an, wodurch diese starke Beschädigungen davontrug. Während der Burgunderkriege kam Laufenburg vorübergehend in die Hände von Herzog Karl dem Kühnen, nach dessen Untergang übernahm Kaspar von Schönau (Adelsgeschlecht) die Stadt. Dieser liess im Jahr 1486 die durch die Belagerung entstandenen Schäden reparieren.
Während des Dreissigjährigen Krieges eroberten die Schweden die Stadt und die Burg dreimal. Erst 1648 erhielten die Österreicher die Herrschaft wieder zurück. Damals war die Ringmauer mit Wehrtürmen versehen und fast so hoch wie der Bergfried. Es existierten zahlreiche Räume, ein Burggarten sowie eine Burgkapelle. Allerdings war der Zustand der Burg durch den Krieg sehr schlecht. Als italienische Experten 1687 feststellten, dass die Burg keinen militärischen Wert mehr hatte, vernachlässigte man sie mehr und mehr. 1787 wurde die Burg geräumt und von nun an als Steinbruch genutzt. 1803 kaufte die Stadt Laufenburg die übrig gebliebene Ruine für 2815 Franken, 1908 wurde eine Parkanlage eingerichtet und 1986 die erhaltenen Teile der Ruine saniert.

## Aussichtsturm
72 Treppenstufen führen zur Aussichtsplattform in 13 Meter Höhe. Von dieser hat man einen Ausblick auf die beiden Ortschaften Laufenburg AG und Laufenburg (Baden) sowie auf den Rhein.

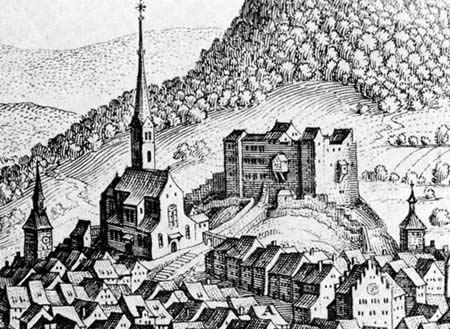
Die Laufenburg (rechts) um 1654
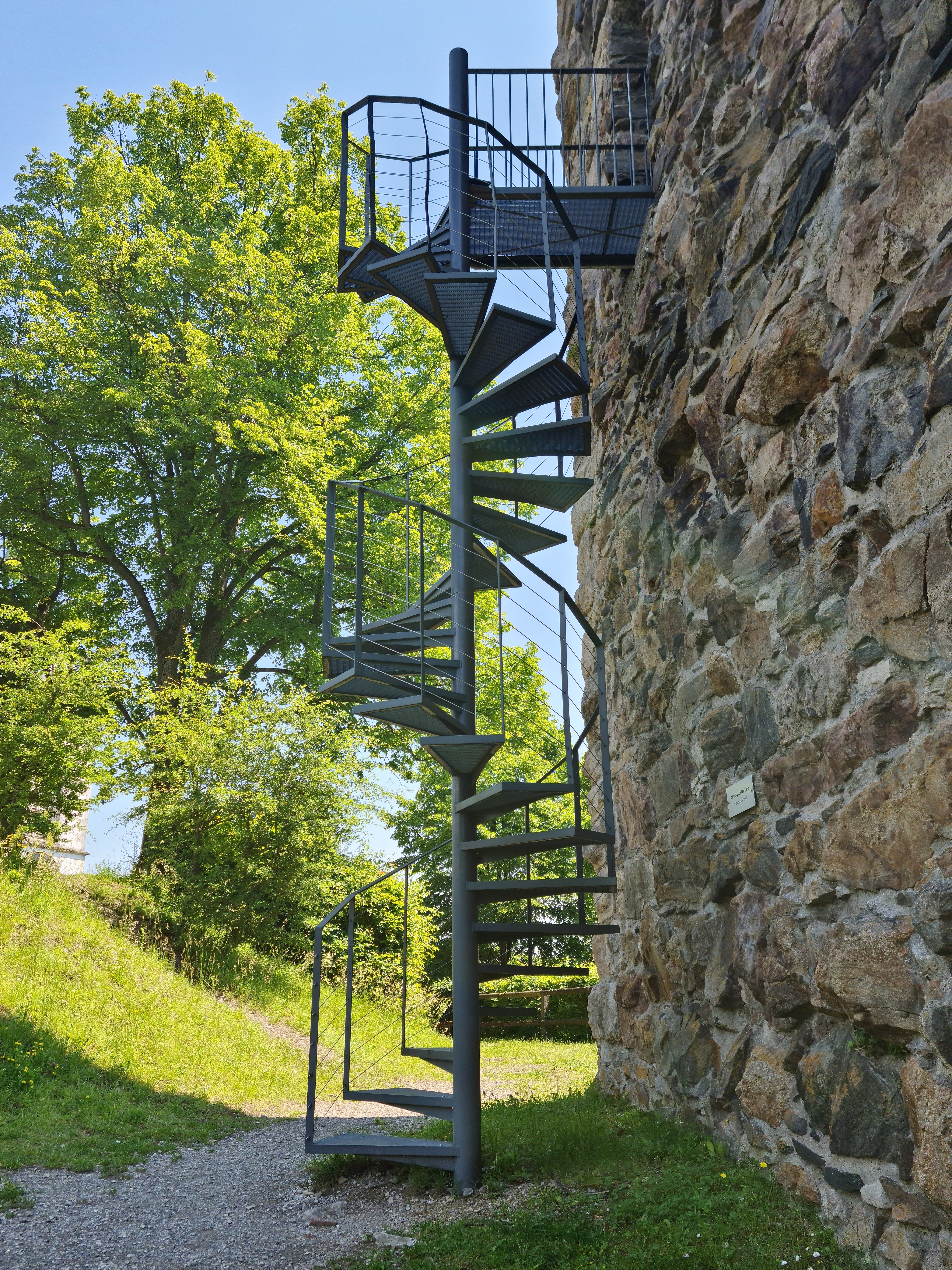
Äussere_Treppe
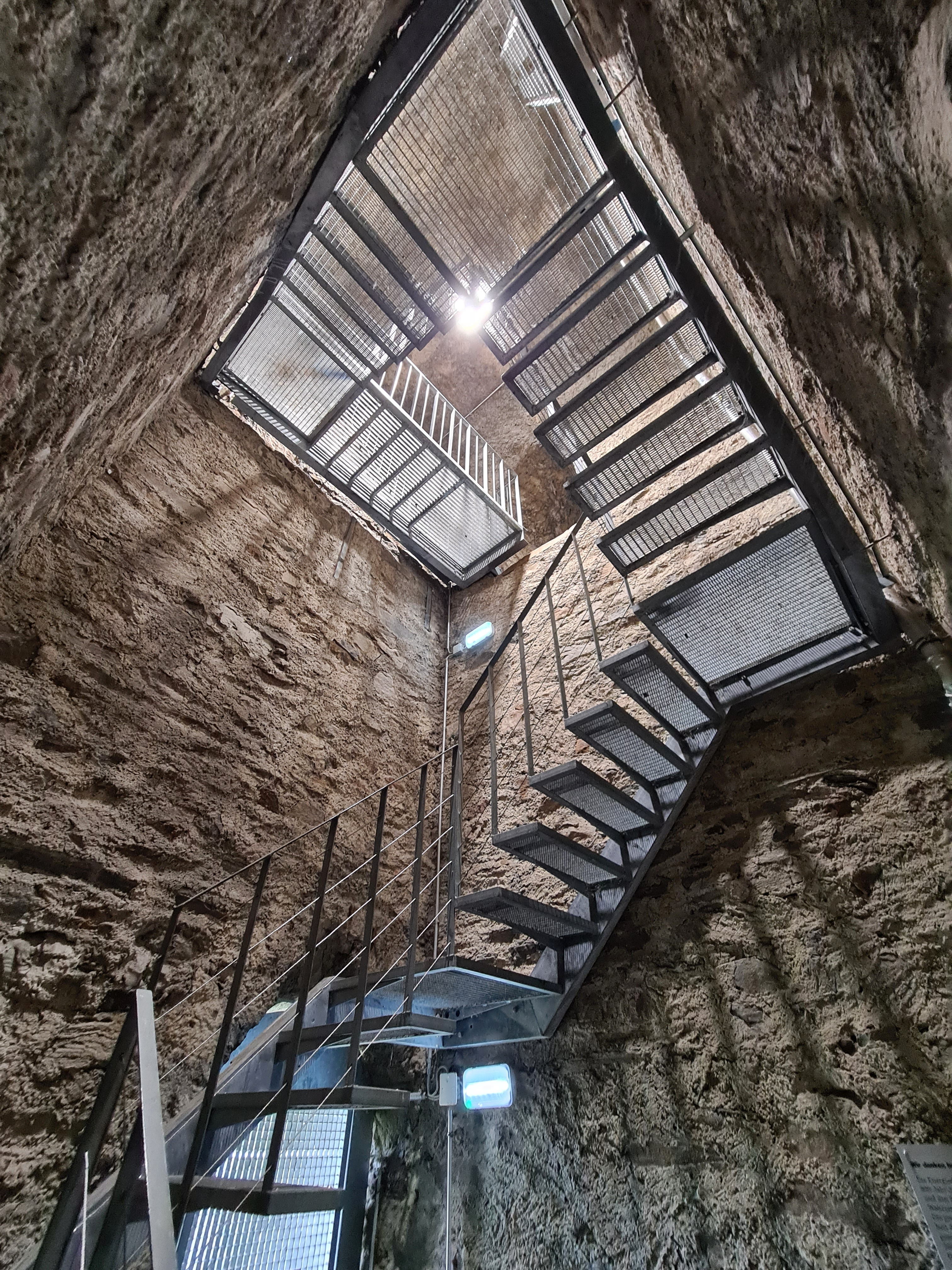
Innere Treppe
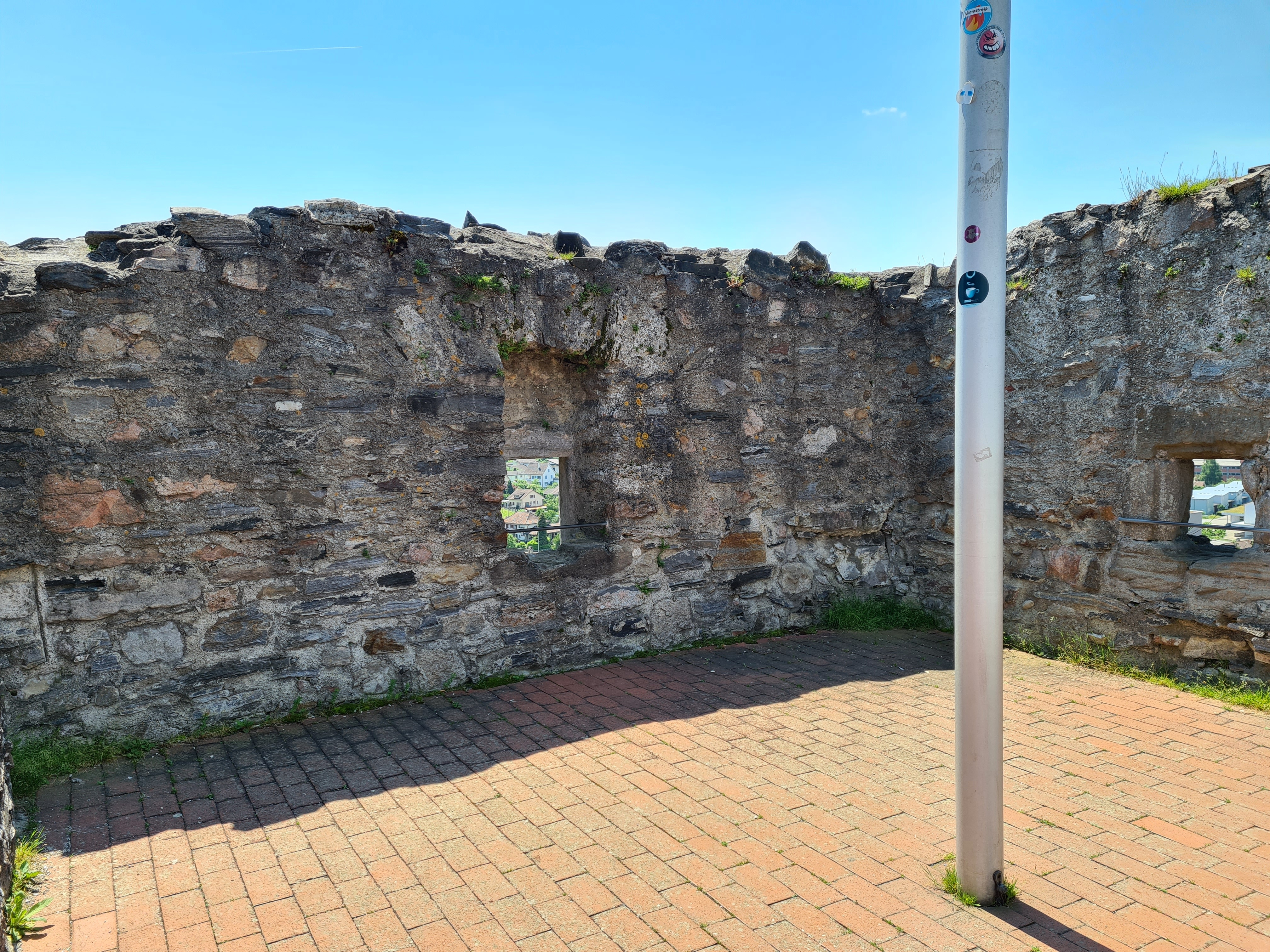
Aussichtsplattform